# Mutnedżmet (XXI dynastia)
Mutnedżmet (st.egip. „Bogini Mut jest słodka”) – królowa egipska z czasów XXI dynastii, żona władcy starożytnego Egiptu Psusennesa I. 
|                |     |     |            |
| \| \| \| \| \| |     |     |            |
|                |     |     |            |
| t              | mwt | nDm | M · Y1 · t |

| t | mwt | nDm | M · Y1 · t |

|                |     |     |            |
| \| \| \| \| \| |     |     |            |
|                |     |     |            |
| t              | mwt | nDm | M · Y1 · t |

| t | mwt | nDm | M · Y1 · t |

|                |     |     |            |
| \| \| \| \| \| |     |     |            |
|                |     |     |            |
| t              | mwt | nDm | M · Y1 · t |

| t | mwt | nDm | M · Y1 · t |

|                |     |     |            |
| \| \| \| \| \| |     |     |            |
|                |     |     |            |
| t              | mwt | nDm | M · Y1 · t |

| t | mwt | nDm | M · Y1 · t |

Była córką arcykapłana Amona, Pinodżema I, który w trakcie swego pontyfikatu przyjął tytuły królewskie. Matką jej była Duathathor Henuttaui, córka Ramzesa XI. Jej rodzeństwo objęło wysokie stanowiska państwowe: trzech braci (Masaharta, Dżedchonsuiufanch i Mencheperre) zostało arcykapłanami Amona, a siostra Maatkare była Boską Czcicielką Amona. Przypuszcza się, iż Mutnodżmet była matką faraona Amenemope, jednak brak świadectw uniemożliwia potwierdzenie tej hipotezy. Królowa przedstawiona została jako księżniczka wraz ze swymi siostrami w graffito na dziedzińcu świątyni w Luksorze. W swojej komorze grobowej została natomiast przedstawiona jako królowa.
Mutnedżmet została pochowana w Tanis w grobowcu małżonka (NRT-III), w którym jej komora przylegała do komory grobowej Psusennesa I. W grobowcu znaleziono wiele przedmiotów noszących jej imię, a tytuły królowej zachowały się na bocznej ścianie sarkofagu. Komora grobowa Mutnedżmet została jednak później przywłaszczona przez króla Amenemope, a jej mumia usunięta z grobowca. Nie wiadomo, co stało się z ciałem, lecz pojawienie się w 1980 kilku brązowych figurek uszebti na rynku antykwarycznym mogłoby świadczyć o odnalezieniu jej ostatecznego miejsca pochówku.